# Trích diễm thi tập
Trích diễm thi tập do Hoàng Đức Lương sưu tập và biên soạn, là bộ hợp tuyển thơ văn có tiếng trong lịch sử văn học Việt Nam.
Theo Lê Quý Đôn (Kiến văn tiểu lục, Thiên chương, Q.4, tờ 12-13) và Bùi Huy Bích (Lời tiểu dẫn trong Hoàng Việt thi tuyển), thì đây là bộ thi tuyển thứ ba; sau các bộ Việt âm thi tập của Phan Phu Tiên, Cổ kim thi gia tinh tuyển của Dương Đức Nhan, và trước bộ Toàn Việt thi lục của Lê Quý Đôn.

## Văn bản
Căn cứ bài Tựa của soạn giả là Hoàng Đức Lương viết năm 1497, thì bộ Trích diễm thi tập chắc đã hoàn thành trong khoảng thời gian ấy. Cũng theo Lê Quý Đôn, bộ hợp tuyển này gồm 15 quyển, tuyển chọn thơ của các nhà thơ có tiếng đời Trần (từ Nguyễn Trung Ngạn) đến đầu đời Lê (đến Đàm Văn Lễ, cuối sách có phụ thêm một số bài thơ của người soạn là Hoàng Đức Lương); nhưng đến thời ông chỉ "còn lại chưa đầy một nửa". Sau thế kỷ 18, phần còn lại đó cũng bị thất lạc một thời gian dài, mãi gần đây mới tìm lại được.
Văn bản mới tìm ra này gồm 6 quyển, có nguyên vẹn bài Tựa của soạn giả viết vào năm Hồng Đức thứ 28 (1497), và phần thơ ngũ tuyệt và thất tuyệt; nhưng thiếu hẳn phần thơ ngũ ngôn bát cú và thất ngôn bát cú . Đối chiếu với những bài thơ Lê Quý Đôn đã chép lại trong Toàn Việt thi lục, có thể khẳng định bản Trích diễm thi tập hiện nay cũng gần giống với bản đã "sứt mẻ" mà đã có.

## Lý do làm sách
Dụng ý làm ra bộ Trích diễm thi tập đã được Hoàng Đức Lương nói rõ trong bài Tựa của ông. Đó là biểu hiện của tấm lòng trân trọng đối với di sản tinh thần của quá khứ, là một việc làm cụ thể nhằm bổ cứu cho tình trạng mất mát đáng tiếc trong lịch sử văn học Việt Nam trước thế kỷ 15; và đó cũng chính là ý thức muốn góp phần vào việc xây đắp truyền thống văn hóa văn nghệ lâu đời của dân tộc Việt, nhằm nâng cao thêm uy tín và địa vị tự chủ của nước nhà .

## Tiêu chí biên soạn
Trong khi định nghĩa và đánh giá thơ, Hoàng Đức Lương đã xác định đặc trưng của thơ là "đẹp". Cái "đẹp" này khác hẳn về chất so với mọi cái đẹp vật chất và tinh thần khác. Nên khi soạn bộ Trích diễm thi tập, ông không lấy tiêu chuẩn "vua, quan, dân thường" làm thứ tự ưu tiên, mà chỉ lấy thơ hay làm tiêu chuẩn, và sắp xếp theo thể loại.

## Giá trị
Mặc dù chưa tìm được trọn bộ, nhưng bản Trích diễm thi tập gồm 6 tập, vẫn là "bộ sách rất quý, bởi nó đã bổ sung được một số bài thơ và một số nhà thơ mà hai bộ thi tuyển trước đó (Việt âm thi tập và Cổ kim thi gia tinh tuyển) đã bỏ sót hoặc vì lý do nào đó đã không tuyển chọn vào" .Nó được coi là tác phẩm tiêu biểu của phong trào Phục Hưng.

## Sách tham khảo
- Lê Quý Đôn, Kiến văn tiểu lục. Nhà xuất bản Văn hóa Thông tin, 2007.
- Trần Văn Giáp, Tìm hiểu kho sách Hán Nôm (Tập I và Tập II in chung). Nhà xuất bản Khoa học xã hội, 2003.
- Nguyễn Huệ Chi, mục từ "Hoàng Đức Lương" in trong Từ điển văn học (bộ mới). Nhà xuất bản Thế giới, 2004.